# Delias oktanglap
Delias oktanglap är en fjärilsart som beskrevs av Van Mastrigt 1990. Delias oktanglap ingår i släktet Delias och familjen vitfjärilar. Inga underarter finns listade i Catalogue of Life.